# Sanguinetto
Sanguinetto es una localidad y comune italiana de la provincia de Verona, región de Véneto, con 4.122 habitantes.

## Evolución demográfica
| Gráfica de evolución demográfica de Sanguinetto entre 1861 y 2001 |
|                                                                   |
| Fuente ISTAT - elaboración gráfica de Wikipedia                   |